# Microdictyon
Microdictyon – wymarły prawdopodobny przedstawiciel gromady Xenusia. Skamieniałości zwierzęcia znaleziono we wczesnokambryjskich łupkach Maotianshan w prowincji Junnan. Budowa ciała nieco przypominał dzisiejsze pratchawce, na grzbietowej stronie ciała znajdywały się guzikowate skleryty. Gatunkiem typowym jest Microdictyon sinicum (Chen, Hou & Lu, 1989).
Gatunki:
- Microdictyon effusum Bengtson, Matthews et Missarzhevsky, 1981
- M. anus Tong, 1989
- M. chinense Hao et Shu, 1987
- M. depressum Bengtson, 1990
- M. fuchengense Li et Zhu, 2001
- M. jinshaense Zhang et Aldridge, 2007
- M. rhomboidale Bengtson, Matthews et Missarzhevsky, 1986
- M. robisoni Bengtson, Matthews et Missarzhevsky, 1986
- M. rozanovi  Demidenko, 2006
- M. sinicum Chen, Hou et Lu, 1989
- M. sphaeroides Hinz, 1987
- M. tenuiporatum Bengtson, Matthews et Missarzhevsky, 1986